# Ty45
Ty45 (Towarowy (пол. Товарный), осевая характеристика — y (1-5-0), разработан в 1945 году) — польский магистральный грузовой паровоз типа 1-5-0.
Паровоз был создан на основе довоенного Ty37 с использованием отдельных элементов от конструкции немецкого военного паровоза BR 52 (часть их выпускалась и на польских заводах в период немецкой оккупации, на польских дорогах этот паровоз получил обозначение Ty2 или Ty42 послевоенного выпуска). Паровозы выпускались с 1946 года на заводах Fablok (170 шт) и Цегельского (258 шт). Тендеры к этим паровозам выпускал завод Pafawag.
Планировалось, что паровозы Ty45 будут водить тяжёлые грузовые поезда с углём и рудой на Угольной магистрали близ Силезии, заменив паровозы Ty37 и Ty23 довоенной постройки. Однако вскоре выяснилось, что мощность парового котла была недостаточной, что приводило к его быстрому истощению (падению давления пара). В связи с этим Польша для вождения таких поездов была вынуждена закупить несколько американских паровозов типа 1-5-0, которым присвоили обозначение Ty246. В 1951 году заводы прекратили выпуск Ty45, перейдя на производство более мощных паровозов серии Ty51, которые являлись дальнейшим развитием паровозов Ty45 с учётом эксплуатации паровозов Ty246.